# 京成1100形電車
京成1100形電車（けいせい1100がたでんしゃ）は、京成電鉄および新京成電鉄が所有していた通勤形電車の一形式である。
本項では、京成電鉄で新製されたグループと、この新京成電鉄への譲渡後に同社で他形式から編入されたグループに分けて記述する。

## 京成新製車
1941年（昭和16年）に梅鉢車輌で制御車として6両が製造された。200形同様の非対称車体を持つが、全溶接構造のためリベットはない。入線後間もなく電動車化がおこなわれモハ1100形となった。
1947年（昭和22年）高砂車庫での火災で1101が焼失。応急修理で復旧後1953年（昭和28年）本格的復旧工事（電装交換・乗務員扉設置など）が行われた。
その後1102～1106にも乗務員扉設置がおこなわれたが、京成で更新はせずに1961年（昭和36年）に全車新京成電鉄に譲渡された。
新京成では入線後1969年（昭和44年）から京成・新京成旧型車標準の全鋼製車体に更新された。このうち付随車へと更新された車両はモハ1105→クハ1107、モハ1106→クハ1106と制御車の称号を付けて竣工したが1970年12月に「サハ」へと形式変更されている。その後1101・1103が中間電動車扱い（パンタグラフ撤去他）といった変化があったが1987年までに全車廃車された。

## 新京成での編入車
京成から譲渡されたモハ20形・クハ20形・クハ500形・クハ2000形を新京成で1971年（昭和46年）から全金製車体に更新する際に1100形に編入したもの。
モハ20形
- モハ27→モハ1105（二代目）
20形のうち、1931年の鋼体化（火災から復旧）時に車体を延長して200形と同形態・同性能になった車両。

クハ20形
- クハ20→サハ1108、クハ22→サハ1109、クハ29→サハ1110
20形のうち、戦後の鋼体化時に車体を延長せず100形火災復旧車と同様の半鋼製非対称車体を新造した車両。

20形（木造車、車体長は100形と同じ）は12両製造され、27以外は戦前に電装解除された。上記4両以外はすべて戦後早期までに廃車された。
クハ2000形
- クハ2017→サハ1111、クハ2018→サハ1112
戦災国電のうち、元の車体を活用せず（台枠のみ活用）、半鋼製対称型車体を新造した車両。台車は更新直後は旧来のTR-11形を使用したが、後にD-16形に交換された。

クハ500形
- クハ503→サハ1113、クハ504→サハ1114、クハ505→サハ1115、クハ508→サハ1116
500形のうち、京成で更新せず、半鋼製車体のまま譲渡された車両（506・509は更新されず廃車）。

1111以降(1971～2年更新)は客扉が1200ミリに拡大され、また客扉窓には小窓が採用。250形・550形と同形になった。こちらも他の旧型車と混結で使用されたが1988年までに全車廃車された。